# Claudia Amengual

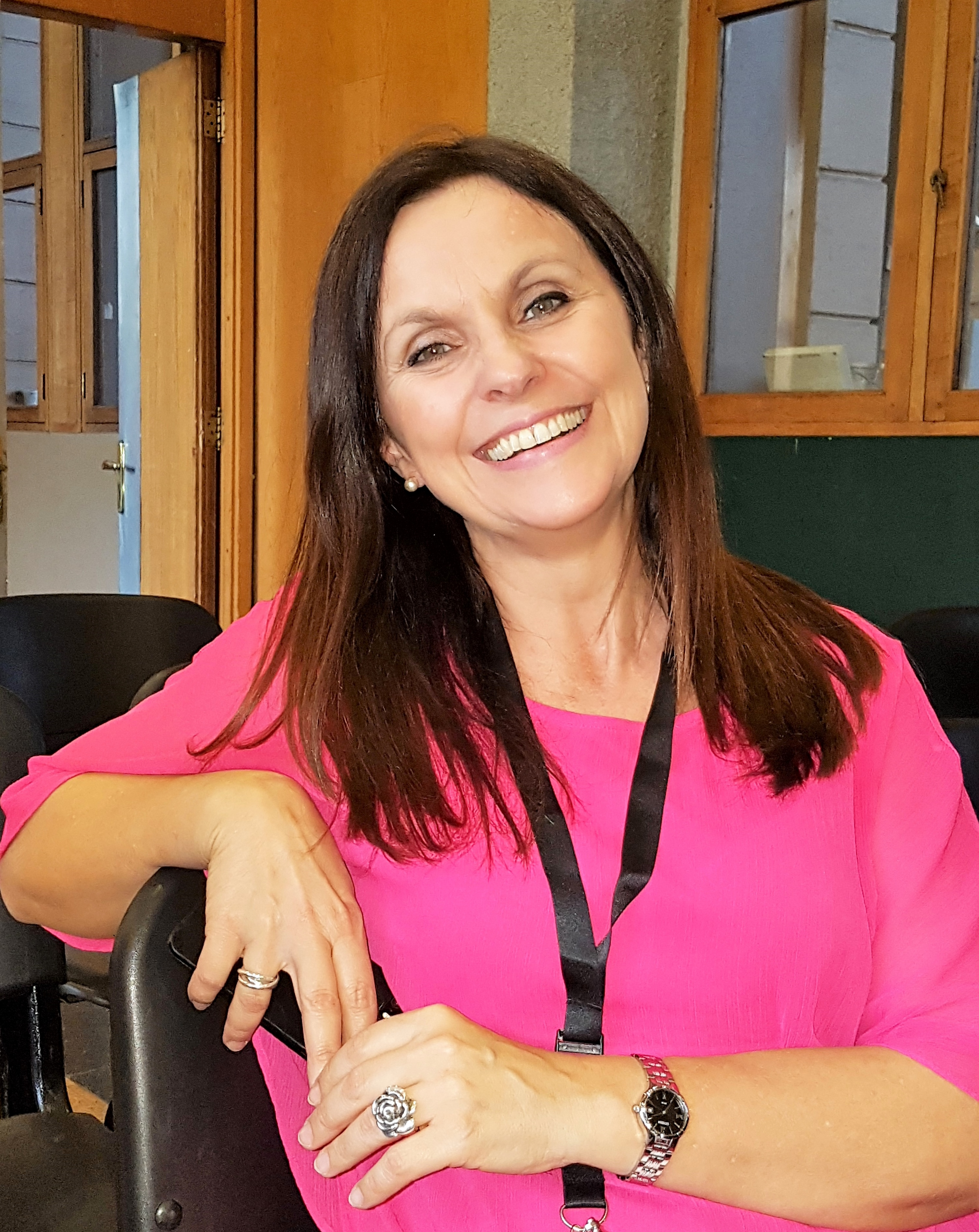
Claudia Amengual, 2017

Claudia Amengual Puceiro (* 7. Januar 1969 in Montevideo) ist eine uruguayische Schriftstellerin, Dozentin und Übersetzerin.

## Leben
Amengual arbeitete zunächst als Lehrerin, später als Englisch-Spanisch-Übersetzerin. Sie studierte Literaturwissenschaften an der Universidad de la República in Montevideo und schloss mit dem Lizenziat ab. Ab 2003 folgten Studien in Spanien an der Universidad Complutense in Madrid und der Universidad Internacional Menéndez Pelayo in Santander. Seit 2010 unterrichtet sie Literarische Übersetzung.
Schriftstellerisch ist sie seit 1997 mit Erzählungen und kleineren Beiträgen in Zeitschriften tätig und konnte in Anthologien auch des Auslands veröffentlichen. Ihr Debütroman La rosa de Jericó (Die Rose von Jericho) erschien 2000. Ihr Roman Desde las cenizas (Aus der Asche) wurde 2006 mit dem Literaturpreis Premio Sor Juana Inés de la Cruz ausgezeichnet.
2007 nahm sie am Internationalen Literaturfestival Berlin teil, im gleichen Jahr wurde sie Mitglied der internationalen Literatengruppe Bogotá 39.
2012 erschien Rara avis (Seltener Vogel), eine Biografie über die uruguayische Lyrikerin Susana Soca (1906–1959), die zu ihrer Zeit in literarischer Konkurrenz mit der Schriftstellerin Victoria Ocampo stand. Der Roman Cartagena, eine Hommage an Gabriel García Márquez, wurde zu den Finalisten 2014 des Premio Herralde de Novela (Herralde-Romanpreis) gewählt.

## Werke
Belletristik
- La rosa de Jericó. Roman. Doble Clic Edición, Montevideo 2000, ISBN 9974-670-10-1.
- El vendedor de escobas. Roman. Edición Fin de Siglo, Montevideo 2002, ISBN 9974-49-282-3.
- Desde las cenizas. Roman. Alfaguara, Montevideo 2005, ISBN 9974-95-076-7.
- Más que una sombra. Roman. Alfaguara, Montevideo 2007, ISBN 978-9974-95-152-5.[3]
- Nobleza obliga. Doble Clic Edición, Montevideo 2009, ISBN 978-9974-670-58-7 (Sammlung von Kolumnen in der Zeitschrift Galería)
- Falsas ventanas. Roman. Alfaguara, Montevideo 2011, ISBN 978-9974-95-477-9.[4]
- El rap de la morgue y otros cuentos. La Pereza Ediciones, Miami, Florida 2013, ISBN 978-0-615-90088-9 (9 Erzählungen)[5]
- Cartagena. Roman. Alfaguara, Montevideo 2015, ISBN 978-9974-723-61-0.
- El lugar inalcanzable. Roman. Alfaguara, Montevideo 2018, ISBN 978-9974-888-31-9.
- Juliana y los libros. Roman. Lumen, Montevideo 2020, ISBN 978-9974-903-63-0.

Beiträge in Sachbüchern
- Texte von Claudia Amengual in: Diez años de Arquitectos de la Comunidad. Sociedad de Arquitectos del Uruguay, Montevideo 2010, ISBN 978-9974-98-172-0.
- Rara avis. Vida y obra de Susana Soca. Biografie. Taurus, Montevideo 2012, ISBN 978-9974-95-630-8.[6]
- Una mirada al periodismo cultural. Jaime Clara y „Sábado Sarandí“. Planeta en Uruguay, Montevideo 2016, ISBN 978-9974-737-72-3 (Essay)[7]

In das Deutsche ist bisher keines ihrer Werke übersetzt.

## Preise
- 2006 Premio Sor Juana Inés de la Cruz für Desde las cenizas